# Ceranesi
Ceranesi – miejscowość i gmina we Włoszech, w regionie Liguria, w prowincji Genua.
Według danych na rok 2004 gminę zamieszkiwało 3747 osób, 124,9 os./km².